# Edward Browne
Pour les articles homonymes, voir Browne.
Edward Browne (né à Norwich en 1644 et mort à Northfleet le 28 août 1708) est un médecin et voyageur anglais. Il fut médecin du roi Charles II et président du Royal College of Physicians.

## Biographie
Il est le fils ainé de Sir Thomas Browne et de son épouse, Dorothy Mileham (1621–1685). Il fait ses humanités dans le Collège de Norwich (en) puis à partir de 1657, au Trinity College où en 1663, il obtient le diplôme de bachelier en médecine. Il continue ses études médicales avec son père puis en 1664 avec Christopher Terne (en), médecin au St Bartholomew's Hospital de Londres.
D'avril à août 1664, il visite les hôpitaux de Paris puis retourne chez lui en octobre 1665, après avoir vu l'Italie (Rome, Naples, Venise, Bologne et Padoue) et la France (Arles, Montpellier, Toulouse, La Rochelle). Le voyage fut aussi une réussite sociale, puisque Browne fait la connaissance de plusieurs personnes connues, notamment William Trumbull, Samuel Tuke et Christopher Wren.
A son retour, le 18 juin 1666, il entre au Merton College d'Oxford et le 4 juillet 1667, obtient son doctorat en médecine. Il décide alors de faire une carrière médicale à Londres et le 16 mars 1668 il est accepté comme candidat au Royal College of Physicians. Il est reçu membre de la Royal Society le 2 janvier 1668.
D'août 1668 à Noël 1669, il parcourt l'Europe (Pays Bas, Allemagne, Autriche, Hongrie, Serbie, Bulgarie et Grèce du Nord) : à Larissa, il voit la cour de Mehmed IV, le Grand Seigneur. De ses voyages il envoie des courriers au Président de la Royal Society, Henry Oldenburg, contenant des informations sur les mines d'or, d'argent et de cuivre de Hongrie, de Transylvanie et d'Autriche.
Le 30 avril 1672, il épouse Henrietta Susan Terne (morte en 1712), fille de son ancien professeur Christopher Terne, chez qui le couple s'installe dans Lime Street (en) à Londres jusqu'en 1674 date à laquelle le couple déménage pour Salisbury Court, Fleet Street, toujours à Londres.
Son dernier voyage date de 1673, lorsqu'il se joint à Joseph Williamson et Leoline Jenkins pour une mission de plénipotentiaires au congrès de Cologne pour mettre fin à la guerre de Hollande sous la médiation de la Suède. Ceci permet à Browne de visiter plusieurs villes (Liège, Louvain, Gand, Bruges) ainsi que les villes d'eaux d'Aix-la-Chapelle et de Spa.
Il a onze enfants dont seulement quatre atteindront l'âge adulte. Browne vit alors grâce à sa profession et le 29 juillet 1675, il est reçu membre du Royal College of Physicians dont il sera trésorier (1694–1704) puis président (1704–1708). Sa patientèle est très aristocratique et il devient le médecin de Charles II.
Le 7 septembre 1682, il devient médecin au St Bartholomew's Hospital.
Il meurt le 28 août 1708 dans sa maison de campagne à Northfleet dans le Kent.

## Œuvre littéraire
La production littéraire de Browne comprend deux traductions :
- A Discourse of the original country, manners, government and religion of the Cossacks (1672), une traduction de l'Histoire de la guerre des Cosaques contre la Pologne de Pierre Chevalier[4].
- Les biographies de Thémistocle et de Sertorius dans Plutarch's Lives Translated From the Greek by Several Hands de John Dryden.

Cependant, sa réputation commence avec A brief account of some travels in Hungaria, Servia, Bulgaria, Macedonia, Thessaly, Austria, Styria, Carinthia, Carniola, and Friuli publié en 1673 et traduit en français en 1674.
Un récit de ses voyages à travers les Pays-Bas et l’Allemagne (An Account of Several Travels) paraît en 1677.
Une édition avec de nombreuses illustrations et quelques inédits intitulée A Brief Account of some Travels in Divers Parts of Europe est publiée en 1685 et réimprimée en 1687. John Harris a adapté le texte pour sa Compleat Collection of Voyages and Travels de 1705. Une édition néerlandaise, traduite en allemand, est apparue en 1682, suivie d’une version élargie et améliorée en 1696.

### Ouvrages
- A Discourse of the Original, Countrey, Manners, Government and Religion of the Cossacks sur Google Livres
- Plutarch's Lives Translated From the Greek by Several Hands sur Google Livres
- A brief account of some travels in Hungaria, Servia, Bulgaria, Macedonia, Thessaly, Austria, Styria, Carinthia, Carniola, and Friuli sur Google Livres
- An Account of Several Travels sur Google Livres
- Compleat Collection of Voyages and Travels sur Google Livres